# Меркадер, Луис Павлович
Луи́с Па́влович Меркаде́р (имя при рождении — Луис Меркадер дель Рио (исп. Luis Mercader del Río); 1923, Барселона, Испания — 22 января 1998, Испания) — испанский и советский учёный в области электросвязи, родной брат убийцы Льва Троцкого Рамона Меркадера.

## Биография

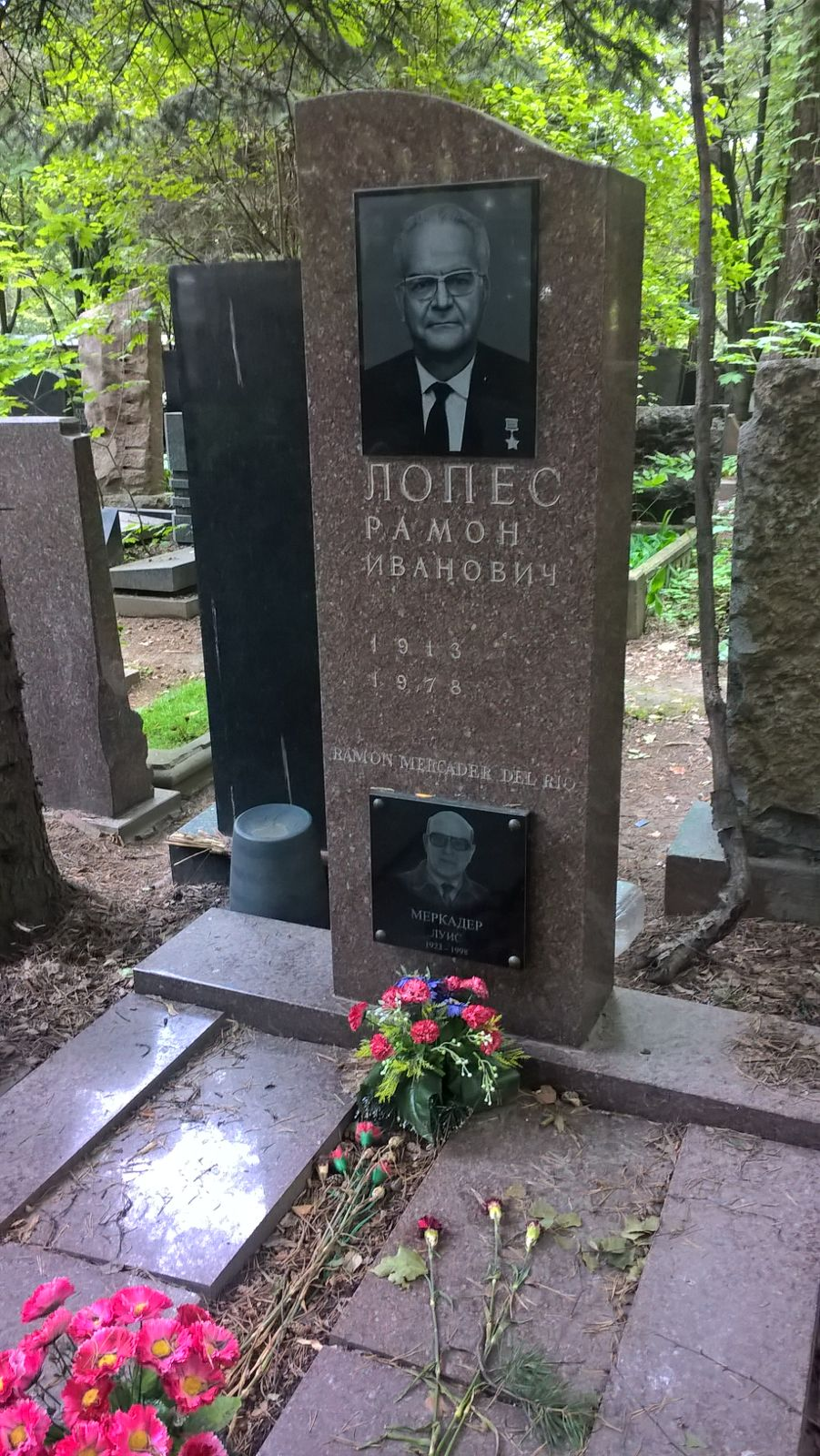
Могила Рамона и Луиса Меркадеров

Луис Меркадер дель Рио родился в Барселоне, в богатой семье железнодорожного магната-каталонца Пау Меркадера (кат. Pau Mercader i Marina). Рос во Франции с матерью, кубинкой Каридад дель Рио (исп. Eustaquia María Caridad del Río Hernández).
В 1920-х годах жил в Париже. В 1939 году эмигрировал в СССР. В 1941 году, с началом Великой Отечественной войны, принял советское гражданство под именем Луиса Павловича Меркадера и проходил действительную военную службу в советской армии.
В 1943 году, после увольнения из советской армии, поступил в Московский энергетический институт, который закончил в 1948 году. В 1954 году защитил кандидатскую диссертацию.
С 1965 года Луис Меркадер работал преподавателем систем радиокоммуникаций в Московском электротехническом институте связи. Трудился над оборудованием для ВПК.
В 1978 году вернулся в Испанию, вновь получил гражданство Испании. Работал преподавателем в Высшей школе телекоммуникаций Мадридского политехнического университета в должности заведующего кафедрой коммуникаций до выхода на пенсию в 1988 году.
Умер в 1998 году в Испании, похоронен в Москве рядом с братом Рамоном.